# شلو واتر (کانزاس)
شلو واتر (به انگلیسی: Shallow Water) یک منطقهٔ مسکونی در ایالات متحده آمریکا است که در شهرستان اسکات، کانزاس واقع شده‌است. شلو واتر ۸۹۸٫۸۷ متر بالاتر از سطح دریا واقع شده‌است.